# Tổng thống Indonesia
Tổng thống Cộng hòa Indonesia (Presiden Republik Indonesia) là nguyên thủ quốc gia, người đứng đầu chính phủ của Indonesia và là tổng tư lệnh Lực lượng Vũ trang Quốc gia Indonesia và Cảnh sát Quốc gia Indonesia. Từ năm 2004, tổng thống và phó tổng thống được bầu trực tiếp. Nhiệm kỳ của tổng thống là năm năm và tổng thống được tái cử một nhiệm kỳ. Tổng thống Indonesia đương nhiệm là Prabowo Subianto, ông nhậm chức vào ngày 20 tháng 10 năm 2024.

## Lịch sử

### Thời kỳ Sukarno
Chức vụ tổng thống được thành lập trong quá trình Ủy ban điều tra chuẩn bị độc lập (BPUPK) soạn thảo Hiến pháp 1945. Ngày 18 tháng 8 năm 1945, Sukarno được bầu Ủy ban chuẩn bị độc lập Indonesia (PPKI) bầu làm tổng thống theo điều khoản chuyển tiếp của hiến pháp, "Tổng thống và Phó Tổng thống lần đầu tiên sẽ được PPKI bầu ra". Ngoài ra, Hội nghị Hiệp thương Nhân dân, là cơ quan bầu tổng thống, vẫn chưa được thành lập.:138 Ngày 16 tháng 10 năm 1945, Phó Tổng thống Mohammad Hatta ban hành sắc lệnh trao quyền lập pháp cho Ủy ban Quốc gia Trung ương Indonesia (KNIP).:152 Ngày 11 tháng 11 năm 1945, KNIP quyết định tách vai trò nguyên thủ quốc gia khỏi vai trò người đứng đầu chính phủ, biến Indonesia thành một nền dân chủ đại nghị trên thực tế với tổng thống là nguyên thủ quốc gia mang tính nghi lễ, thủ tướng là người đứng đầu chính phủ, được tổng thống đề nghị thành lập nội các.
Ngày 18 tháng 12 năm 1948, Sukarno và Hatta bị quân Hà Lan bắt giữ tại Yogyakarta. Sukarno sau đó giao Sjafruddin Prawiranegara thành lập chính phủ khẩn cấp. Chính phủ khẩn cấp Cộng hòa Indonesia được thành lập tại Sumatra với Prawiranegara làm chủ tịch. Ngày 13 tháng 7 năm 1949, Prawiranegara trao lại quyền cho Sukarno. Ngày 17 tháng 12 năm 1949, Sukarno được bầu làm tổng thống Hợp chúng quốc Indonesia và nhường lại chức vụ cho Assaat. Khi Assaat nhận thấy rằng Hợp chúng quốc Indonesia sẽ được thay thế bằng một nhà nước đơn nhất, ông từ chức và Sukarno một lần nữa trở thành tổng thống vào ngày 15 tháng 8 năm 1950.
Indonesia thông qua Hiến pháp lâm thời 1950, quy định tổng thống là nguyên thủ quốc gia chủ yếu mang tính nghi lễ. Tổng thống bổ nhiệm thủ tướng theo đề nghị của các formateurs.
Tuy bị hạn chế về quyền hạn nhưng Sukarno có uy tín rất lớn. Ông không bao giờ ủng hộ vai trò nguyên thủ quốc gia mang tính nghi lễ và ngày càng bất mãn với nền dân chủ đại nghị theo kiểu phương Tây của Indonesia. Đầu thập niên 1950, Sukarno bắt đầu kêu gọi thực hiện "dân chủ chỉ đạo", trong đó tổng thống "chỉ đạo" quá trình thảo luận nhằm đạt được sự đồng thuận về một vấn đề trước khi ra quyết định.
Tháng 4 năm 1959, Sukarno có bài phát biểu đề nghị Indonesia khôi phục Hiến pháp 1945 nhằm chấm dứt tình trạng bất ổn chính trị trong suốt thập niên 1950. Dư luận ủng hộ nhiệt tình và gây sức ép mạnh mẽ lên Quốc hội lập hiến khôi phục Hiến pháp 1945 nhưng Quốc hội lập hiến từ chối. Ngày 5 tháng 7 năm 1959, Sukarno ban hành sắc lệnh đơn phương tuyên bố khôi phục Hiến pháp 1945 và xác định tổng thống là người đứng đầu chính phủ cũng như là nguyên thủ quốc gia. Tháng 5 năm 1963, Hội nghị Hiệp thương Nhân dân bổ nhiệm Sukarno làm tổng thống suốt đời.
Hiến pháp 1945 được khôi phục nhưng không được chính quyền tuân thủ triệt để. Hội nghị Hiệp thương Nhân dân lâm thời (MPRS) bị lệ thuộc vào tổng thống mặc dù là cơ quan quyền lực nhà nước cao nhất. Chỉ đến năm 1966, khi tình hình chính trị bắt đầu trở nên bất lợi cho Sukarno thì MPRS mới lấy lại được quyền hạn của mình. Năm 1967, Sukarno buộc phải từ chức tổng thống và tổng tham mưu trưởng quân đội Suharto được bổ nhiệm làm quyền tổng thống.

### Thời kỳ Suharto

Sukarno là tổng thống đầu tiên của Indonesia

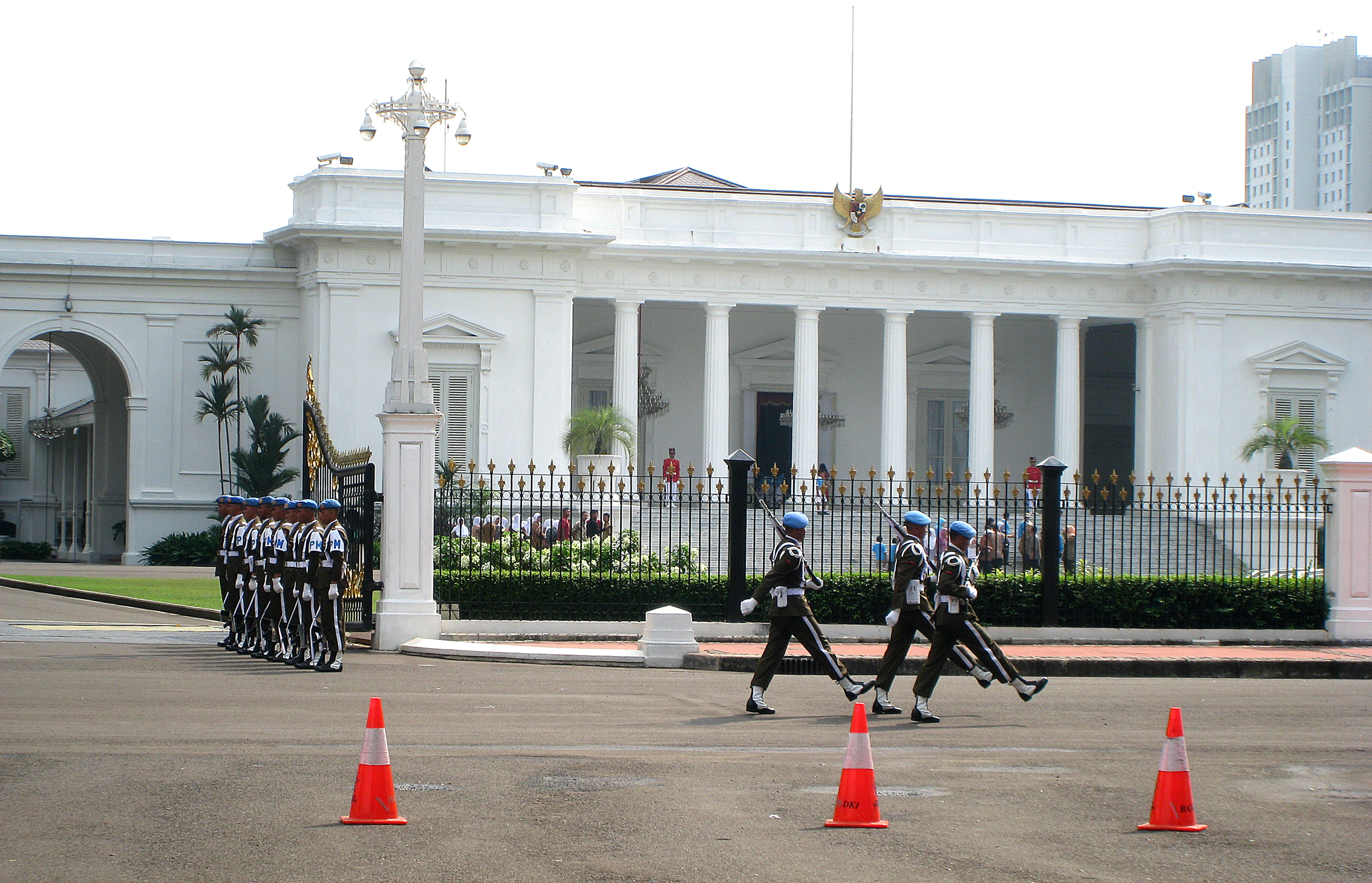
Cung điện Merdeka là nơi ở chính thức của tổng thống Indonesia

Suharto được bổ nhiệm làm tổng thống vào năm 1968. Trong thời gian cầm quyền, Suharto tỏ vẻ tuân thủ hiến pháp về mặt hình thức. Theo hiến pháp, tổng thống có nhiệm vụ thực hiện Đại cương chính sách nhà nước do Hội nghị Hiệp thương Nhân dân ban hành. Vào gần cuối nhiệm kỳ của mình, Suharto giải trình trước Hội nghị Hiệp thương Nhân dân về những thành tựu mà chính quyền của ông đã đạt được và việc thực hiện Đại cương chính sách nhà nước. Tuy nhiên, Suharto vẫn đảm bảo rằng Hội nghị Hiệp thương Nhân dân phải lệ thuộc mình. Năm 1969, một đạo luật được thông qua quy định tổng thống phê chuẩn việc bổ nhiệm thành viên Hội nghị Hiệp thương Nhân dân. Ngoài ra, tổng thống có quyền ban hành sắc luật. Trên danh nghĩa, sắc luật phải được Hội đồng Đại diện Nhân dân phê chuẩn tại phiên họp tiếp theo nhưng sự phê chuẩn chỉ là lấy lệ vì Hội đồng Đại diện Nhân dân không thường xuyên họp và chịu sự chi phối hoàn toàn của Đảng Golkar, là đảng cầm quyền lớn nhất trong Hội đồng Đại diện Nhân dân. Suharto cai trị bằng sắc luật trong hầu hết nhiệm kỳ của mình và nắm toàn quyền điều hành đất nước.

Biểu trưng tổng thống Indonesia

### Thời kỳ cải cách
Suharto buộc phải từ chức tổng thống vào ngày 21 tháng 5 năm 1998 và chức vụ tổng thống được cải cách đáng kể. So với Suharto, người được Hội nghị Hiệp thương Nhân dân tán thành tất cả các bài phát biểu giải trình của mình, Bacharuddin Jusuf Habibie bị Hội nghị Hiệp thương Nhân dân không tán thành bài phát biểu giải trình duy nhất. Abdurrahman Wahid trúng cử tổng thống vào năm 1999 trong cuộc bầu cử không độc diễn đầu tiên và cũng là tổng thống đầu tiên được bầu thông qua hình thức biểu quyết thay vì hình thức hoan hô. Tuy nhiên, Wahid bị Hội nghị Hiệp thương Nhân dân bãi nhiệm vào năm 2001, cho thấy Hội nghị Hiệp thương Nhân dân thực sự là cơ quan kiểm soát quyền lực của tổng thống. Phó Tổng thống Megawati Sukarnoputri, con gái của Sukarno và cựu lãnh đạo phe đối lập trong thời kỳ Suharto, kế nhiệm Wahid làm tổng thống, trở thành nữ tổng thống duy nhất của Indonesia.
Năm 2001, Hội nghị Hiệp thương Nhân dân thông qua sửa đổi hiến pháp quy định tổng thống sẽ được nhân dân bầu trực tiếp từ năm 2004. Rút kinh nghiệm từ việc Sukarno và Suharto lạm quyền, Hội nghị Hiệp thương Nhân dân thành lập nhiều cơ chế kiểm soát quyền lực nhằm ngăn chặn tổng thống chi phối toàn bộ hệ thống chính trị. Ví dụ: tổng thống không được giữ chức vụ quá hai nhiệm kỳ và không còn quyền lập pháp.
Trong cuộc bầu cử tổng thống năm 2004, Susilo Bambang Yudhoyono đánh bại Sukarnoputri trong cuộc bầu cử vòng hai, trở thành tổng thống được bầu trực tiếp đầu tiên. Ông được tái cử nhiệm kỳ thứ hai vào năm 2009.
Trong cuộc bầu cử tổng thống năm 2014, Thống đốc Jakarta Joko Widodo trúng cử tổng thống, đánh bại cựu tướng, con rể cũ của Suharto là Prabowo Subianto. Ngày 22 tháng 7, Ủy ban bầu cử tuyên bố Joko Widodo là người trúng cử tổng thống. Ông và phó tổng thống Jusuf Kalla tuyên thệ nhậm chức vào ngày 20 tháng 10 năm 2014. Widodo được tái cử nhiệm kỳ thứ hai trong cuộc bầu cử tổng thống 2019.

## Tiêu chuẩn
Điều 6 Hiến pháp Indonesia quy định người ứng cử tổng thống phải là công dân Indonesia từ khi sinh ra, không có hai quốc tịch, không phản bội tổ quốc và có đủ năng lực về thể chất và tinh thần để thực hiện nhiệm vụ. Người ứng cử tổng thống phải được một đảng hoặc liên minh các đảng đề cử. Các tiêu chuẩn, điều kiện cụ thể sẽ do luật định.
Pháp luật quy định người ứng cử tổng thống phải hội đủ các tiêu chuẩn, điều kiện sau:
- Nhớ đến Chúa;
- là công dân Indonesia từ khi sinh ra và không có hai quốc tịch;
- vợ hoặc chồng của người ứng cử tổng thống phải có quốc tịch Indonesia;
- không phản bội tổ quốc, không tham nhũng hoặc phạm những tội nghiêm trọng khác;
- có đủ năng lực về thể chất và tinh thần để thực hiện nhiệm vụ;
- không bị nghiện ma túy;
- thường trú trên lãnh thổ Indonesia;
- đã kê khai tài sản với Ủy ban Bài trừ tham nhũng;
- không mắc nợ có thể gây thiệt hại cho nhà nước;
- chưa bị tòa án tuyên bố phá sản;
- chưa bao giờ có bất kỳ hành động đê hèn nào;
- không đồng thời ứng cử thành viên Hội nghị Hiệp thương Nhân dân;
- đã đăng ký là cử tri;
- đã đăng ký là người nộp thuế và đã nộp thuế trong ít nhất năm năm trở lại đây;
- chưa từng giữ chức vụ tổng thống trong hai nhiệm kỳ;
- trung thành với Pancasila, Hiến pháp 1945, Indonesia và Bhinneka Tunggal Ika;
- chưa bao giờ bị kết án tù ít nhất năm năm;
- đủ 40 tuổi trở lên;
- đã tốt nghiệp trung học phổ thông hoặc tương đương;
- chưa từng là đảng viên Đảng Cộng sản Indonesia, bao gồm cả các tổ chức quần chúng của đảng, hoặc không trực tiếp tham gia vào Phong trào 30 tháng 9;
- có tầm nhìn, sứ mệnh, chương trình điều hành chính phủ.

Pháp luật cũng quy định chỉ những đảng hoặc liên minh các đảng giành được 20% số ghế trong Hội đồng Đại diện Nhân dân hoặc 25% tổng số phiếu bầu hợp lệ trong cuộc bầu cử trước mới được phép đề cử người ứng cử tổng thống và phó tổng thống.

## Bầu cử
Tổng thống và phó tổng thống được nhân dân bầu trực tiếp trên một liên danh chung. Chi tiết quy định bầu cử được Hội đồng Đại diện Nhân dân quyết định. Tân tổng thống phải tuyên thệ hoặc cam kết nhậm chức. Nhiệm kỳ của tổng thống là năm năm và không ai được giữ chức vụ tổng thống quá hai nhiệm kỳ. Người ứng cử tổng thống và phó tổng thống phải nhận được quá nửa tổng số phiếu bầu, bao gồm ít nhất 20% số phiếu bầu ở quá nửa số tỉnh của Indonesia. Trong trường hợp không có liên danh nào giành được đủ số phiếu bầu thì vòng bầu cử thứ hai sẽ được tổ chức giữa hai liên danh có số phiếu bầu cao nhất ở vòng đầu tiên. Liên danh nhận được nhiều phiếu bầu nhất sẽ được bầu làm tổng thống và phó tổng thống.

## Tuyên thệ nhậm chức
Tổng thống và phó tổng thống phải tuyên thệ hoặc cam kết tại phiên họp Hội nghị Hiệp thương Nhân dân. Nếu Hội nghị Hiệp thương Nhân dân không thể họp thì tổng thống sẽ tuyên thệ trong phiên họp Hội đồng Đại diện Nhân dân. Nếu Hội đồng Đại diện Nhân dân không thể họp thì tổng thống sẽ tuyên thệ trước lãnh đạo Hội nghị Hiệp thương Nhân dân với sự chứng kiến của các thẩm phán Tòa án Tối cao. Điều 9 Hiến pháp Indonesia quy định lời tuyên thệ, cam kết như sau:
Tôi xin tuyên thệ trước Chúa rằng tôi sẽ nỗ lực hoàn thành nhiệm vụ của mình với tư cách là Tổng thống (Phó Tổng thống) Cộng hòa Indonesia một cách chính trực, trung thành tuân thủ Hiến pháp, tận tâm thi hành tất cả các đạo luật và quy định và toàn tâm toàn ý phục vụ Quốc gia và Dân tộc.— Điều 9 Hiến pháp Indonesia 1945

## Nhiệm vụ và quyền hạn
Tổng thống có những nhiệm vụ và quyền hạn sau đây:
- bổ nhiệm, miễn nhiệm bộ trưởng;
- trình dự luật trước Hội đồng Đại diện Nhân dân và thảo luận dự luật cùng với Hội đồng Đại diện Nhân dân;
- ban hành văn bản để thi hành pháp luật;
- ban hành sắc luật trong trường hợp khẩn cấp;
- thống lĩnh Lực lượng Vũ trang Quốc gia Indonesia;
- tuyên chiến, nghị hòa và ký kết điều ước quốc tế với sự phê chuẩn của Hội đồng Đại diện Nhân dân;
- bổ nhiệm đại sứ và tiếp nhận đại sứ của nước ngoài sau khi tham khảo ý kiến của Hội đồng Đại diện Nhân dân;
- khôi phục quyền, ân xá và đại xá sau khi tham khảo ý kiến của Tòa án Tối cao;
- bổ nhiệm, miễn nhiệm thành viên Ủy ban Tư pháp với sự phê chuẩn của Hội đồng Đại diện Nhân dân;
- bổ nhiệm thẩm phán Tòa án Tối cao theo danh sách do Ủy ban Tư pháp chuẩn bị;
- bổ nhiệm ba thẩm phán Tòa án Hiến pháp.

## Kế nhiệm và bãi nhiệm
Trong trường hợp khuyết tổng thống thì phó tổng thống trở thành tổng thống. Nếu khuyết phó tổng thống thì Hội nghị Hiệp thương Nhân dân bầu phó tổng thống mới trong số hai ứng viên do tổng thống đề cử chậm nhất là 60 ngày. Trong trường hợp khuyết tổng thống và phó tổng thống thì bộ trưởng Bộ Nội vụ, bộ trưởng Bộ Ngoại giao và bộ trưởng Bộ Quốc phòng cùng nhau giữ quyền tổng thống, Hội nghị Hiệp thương Nhân dân chậm nhất là 30 ngày bầu tổng thống và phó tổng thống mới từ hai liên danh của đảng hoặc liên minh các đảng đã trúng cử tổng thống và về nhì trong cuộc bầu cử tổng thống trước đó.
Tổng thống và phó tổng thống có thể bị bãi nhiệm trong trường hợp phạm tội phản quốc, tội tham nhũng, tội nhận hối lộ hoặc những trọng tội khác, có hành vi đáng xấu hổ hoặc không còn đáp ứng các yêu cầu làm tổng thống. Hội đồng Đại diện Nhân dân có thể đề nghị Tòa án Hiến pháp xem xét vấn đề bãi nhiệm tổng thống nếu ít nhất hai phần ba số thành viên tán thành và ít nhất hai phần ba tổng số thành viên tham dự phiên họp. Tòa án Hiến pháp quyết định vấn đề chậm nhất là 90 ngày. Nếu Tòa án Hiến pháp quyết định rằng tổng thống đã vi phạm pháp luật thì Hội đồng Đại diện Nhân dân có thể yêu cầu Hội nghị Hiệp thương Nhân dân quyết định việc bãi nhiệm. Tổng thống có quyền tự bào chữa trước Hội nghị Hiệp thương Nhân dân. Quyết định bãi nhiệm tổng thống hoặc phó tổng thống phải được ít nhất hai phần ba số thành viên tán thành có ít nhất ba phần tư tổng số thành viên tham dự phiên họp.

## Hậu nhiệm kỳ

### Chế độ của tổng thống
Nguyên tổng thống được hưởng lương hưu và được cấp một ngôi nhà với tiền điện nước và điện thoại được chính phủ chi trả. Ngoài ra, gia đình của nguyên tổng thống được chăm sóc sức khỏe miễn phí và được cấp một chiếc xe với tài xế riêng.
Tổng thống Indonesia là người tặng thưởng huân chương, huy chương, các giải thưởng, danh hiệu nhà nước (Tanda Kehormatan Bintang) và tự động được tặng thưởng hạng nhất của tất cả các huân chương dân sự và quân sự. Hiện tại, tổng thống nhận 14 huân chương ngay sau khi nhậm chức:
- Huân chương Ngôi sao Cộng hòa Indonesia hạng Nhất (Bintang Republik Indonesia Adipurna)
- Huân chương Mahaputera hạng Nhất (Bintang Mahaputera Adipurna)
- Huân chương Công trạng hạng Nhất (Bintang Jasa Utama)
- Huân chương Nhân đạo (Bintang Kemanusiaan)
- Huân chương Bảo vệ dân chủ hạng Nhất (Bintang Penegak Demokrasi)
- Huân chương Văn hóa (Bintang Budaya Parama Dharma)
- Huân chương Cảnh sát (Bintang Bhayangkara)
- Huân chương Du kích (Bintang Gerilya)
- Huân chương Anh dũng (Bintang Sakti)
- Huân chương Chiến công (Bintang Dharma)
- Huân chương Quân công hạng Nhất (Bintang Yudha Dharma Utama)
- Huy chương Lục quân hạng Nhất (Bintang Kartika Eka Paksi Utama)
- Huy chương Hải quân hạng Nhất (Bintang Jalasena Utama)
- Huy chương Không quân hạng Nhất (Bintang Swa Bhuwana Paksa Utama)